# 폭풍을 잡는 사나이
"폭풍을 잡는 사나이"는 1979년에 개봉한 대한민국의 영화이다.

## 캐스팅
- 백일섭
- 홍진희
- 배수천
- 심상천
- 이강조
- 박동룡
- 최석
- 김민규
- 방희정
- 윤희
- 한미진
- 남포동
- 김기범
- 조영수
- 박종설
- 남성국
- 길달호
- 박양근
- 이민
- 주은섭
- 김병노
- 덴풍
- 마빙
- 신창현
- 엄일두